# Plus Ultra Líneas Aéreas
Plus Ultra Línea Aéreas es una aerolínea española fundada en el año 2011 por Julio Martínez Sola y Fernando González Enfedaque, y que obtuvo el Certificado de Operador Aéreo en 2015. Su denominación social actual es Plus Ultra Líneas Aéreas S.A. La compañía toma su nombre del hidroavión Plus Ultra  que voló por primera vez entre España e Iberoamérica enlazando ambos continentes en 1926.
La compañía tiene su domicilio social en Madrid y la base de operaciones en el Aeropuerto Adolfo Suárez Madrid-Barajas.

## Historia

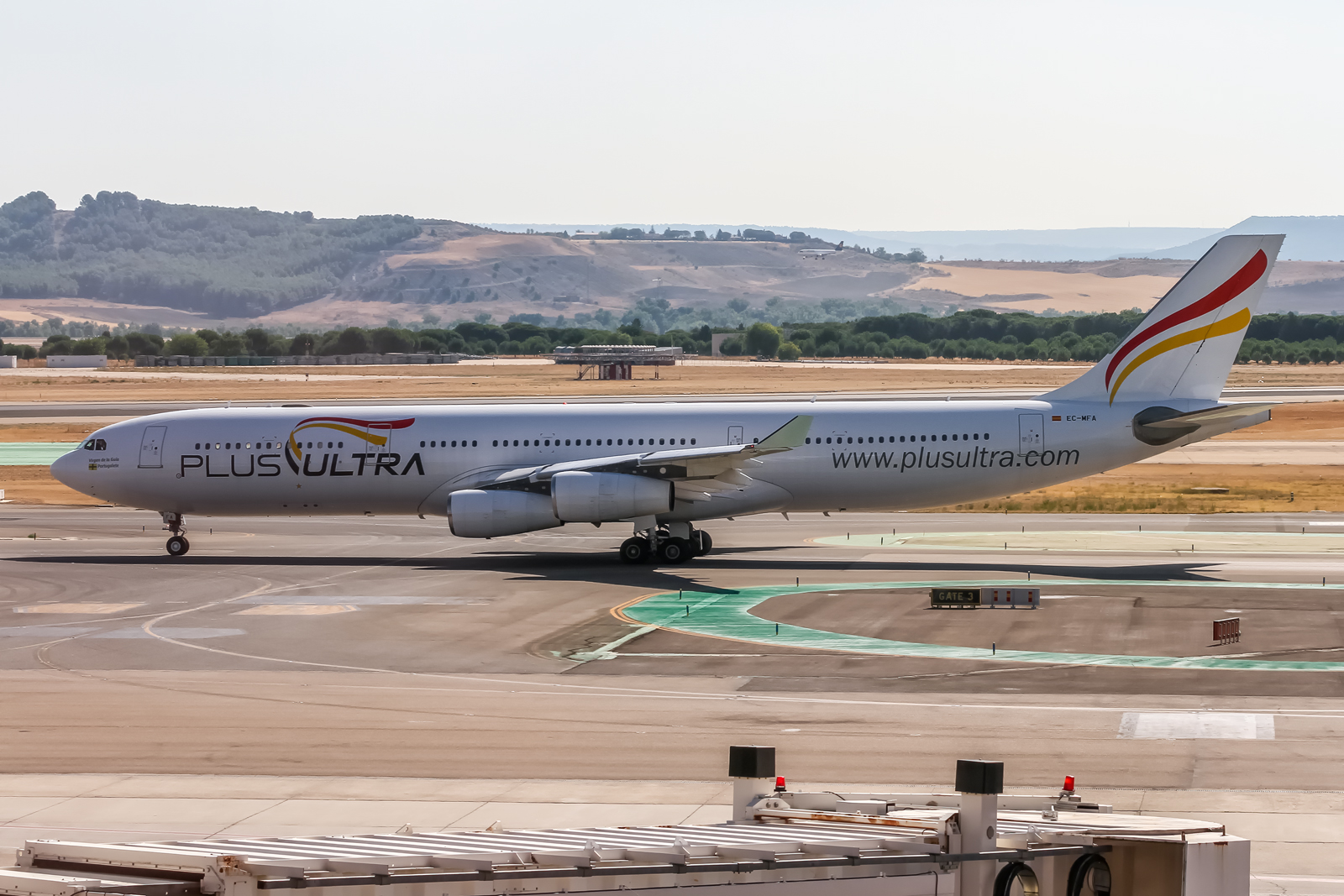
Airbus A340-313 de Plus Ultra.

Plus Ultra Líneas Aéreas fue fundada en el año 2011 por un grupo de empresarios españoles: Julio Martínez y Fernando González. Será ya en julio de 2015, obtenido el Certificado de Operador Aéreo, cuando despegue por vez primera un avión de Plus Ultra. El 4 de agosto de 2015 inició las operaciones en régimen wet lease/ACMI volando a los aeropuertos de Madrid, Tenerife, Caracas y Lima. La flota inicial la compusieron cuatro Airbus A340-300. El 15 de junio de 2016 comenzó a operar con vuelos regulares, operando vuelos con destino Santo Domingo (República Dominicana) y Lima (Perú), si bien es cierto que tuvo algunos problemas en sus inicios con un avión parado en el Aeropuerto de Madrid-Barajas.
Fletado por el gobierno francés, el 23 de abril de 2016, un avión Airbus A340-300 de la compañía aterrizó en el Aeropuerto Internacional Eloy Alfaro de Manta, una de las ciudades más afectadas por el terremoto de Ecuador de 2016 con 35 técnicos franceses y varias toneladas de ayuda humanitaria para los damnificados.

## Destinos

### Destinos actuales
En la actualidad, Plus Ultra vuela a los siguientes destinos:
| Países                                                     | Destinos            | Aeropuertos                                         | Desde                                               | Frecuencias                               |
| África                                                     | África              | África                                              | África                                              | África                                    |
| ---------------------------------------------------------- | ------------------- | --------------------------------------------------- | --------------------------------------------------- | ----------------------------------------- |
| Guinea Ecuatorial                                          | Malabo              | Aeropuerto de Malabo-Santa Isabel                   | Madrid                                              | 2 mensuales (1 semanal en temporada alta) |
| Europa                                                     |                     |                                                     |                                                     |                                           |
| España                                                     | Madrid              | Aeropuerto de Madrid Barajas                        | Malabo, Lima, Caracas, Bogotá y Cartagena de Indias | HUB                                       |
| España                                                     | Tenerife            | Aeropuerto de Tenerife Norte                        | Caracas                                             | 1 semanal                                 |
| Sudamérica                                                 |                     |                                                     |                                                     |                                           |
| Colombia                                                   | Bogotá              | Aeropuerto Internacional El Dorado                  | Madrid                                              | 4 semanales                               |
| Colombia                                                   | Cartagena de Indias | Aeropuerto Internacional Rafael Núñez               | Madrid (vía BOG)                                    | 4 semanales                               |
| Perú                                                       | Lima                | Aeropuerto Internacional Jorge Chávez               | Madrid                                              | 6 semanales                               |
| Venezuela                                                  | Caracas             | Aeropuerto Internacional de Maiquetía Simón Bolívar | Madrid                                              | 3 semanales                               |
| Venezuela                                                  | Caracas             | Aeropuerto Internacional de Maiquetía Simón Bolívar | Tenerife                                            | 1 semanal                                 |
| Total: 58 frecuencias mensuales en 8 destinos de 6 países. |                     |                                                     |                                                     |                                           |

### Futuros destinos
| Países    | Destinos     | Aeropuertos                                 | Desde  | Fecha de inicio  |
| --------- | ------------ | ------------------------------------------- | ------ | ---------------- |
| Argentina | Buenos Aires | Aeropuerto Internacional Ministro Pistarini | Madrid | Planes de inicio |

### Antiguos destinos
| Países               | Destinos                             | Aeropuertos                                     | Desde     | Cese                  |
| -------------------- | ------------------------------------ | ----------------------------------------------- | --------- | --------------------- |
| Cuba                 | La Habana                            | Aeropuerto Internacional José Martí             | Barcelona | 8 de octubre de 2018  |
| Cuba                 | La Habana                            | Aeropuerto Internacional José Martí             | Madrid    | 1 de julio de 2024    |
| Chile                | Santiago                             | Aeropuerto Internacional Arturo Merino Benítez  | Madrid    | 12 de marzo de 2018   |
| Ecuador              | Guayaquil (vía UIO)                  | Aeropuerto Internacional José Joaquín de Olmedo | Madrid    | 30 de enero de 2022   |
| Ecuador              | Quito                                | Aeropuerto Internacional Mariscal Sucre         | Madrid    | 30 de enero de 2022   |
| República Dominicana | Samaná (vía SDQ)                     | Aeropuerto Internacional Presidente Juan Bosch  | Madrid    | 11 de febrero de 2023 |
| República Dominicana | Santiago de los Caballeros (vía SDQ) | Aeropuerto Internacional del Cibao              | Madrid    | 11 de febrero de 2023 |
| República Dominicana | Santo Domingo                        | Aeropuerto Internacional Las Américas           | Madrid    | 11 de febrero de 2023 |

## Flota

### Flota actual

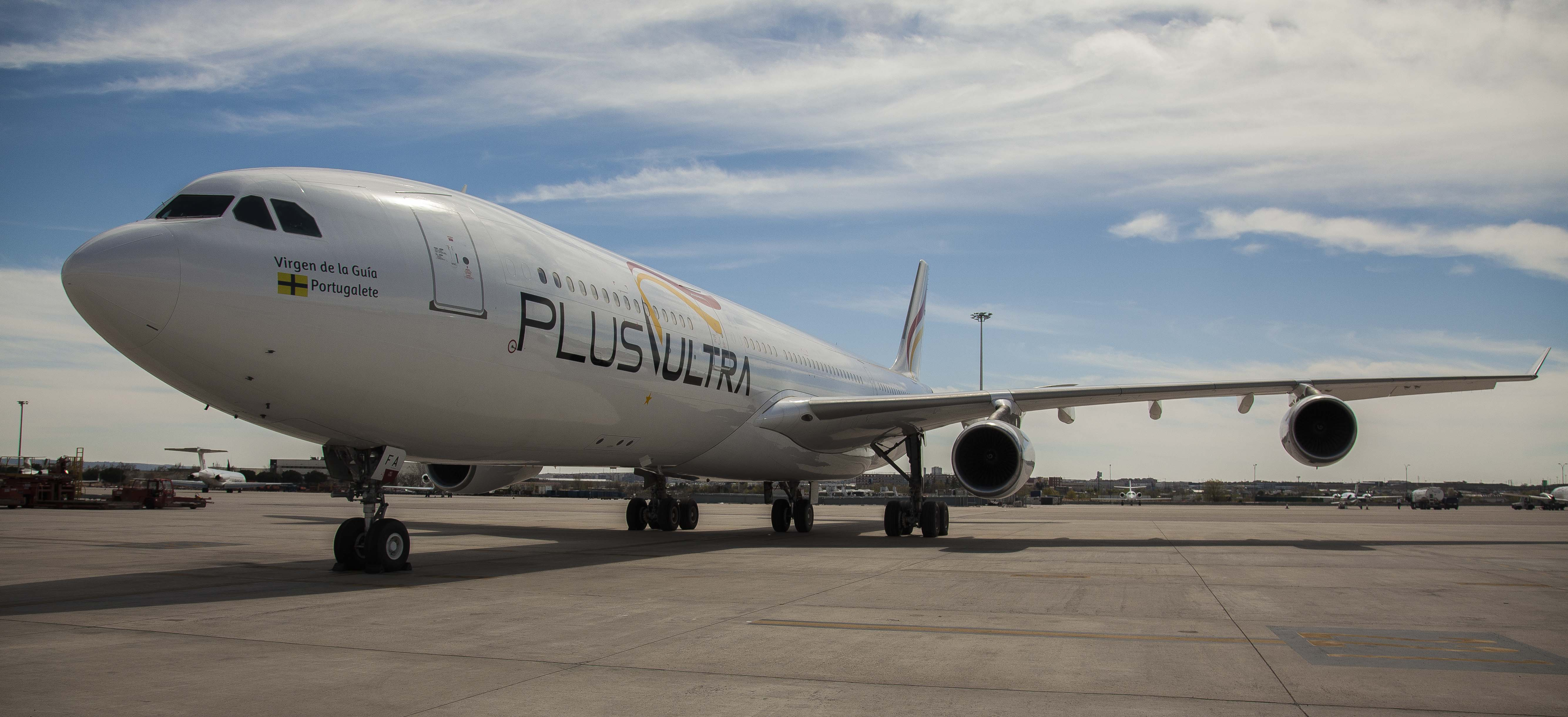
A340 de Plus Ultra Líneas Aéreas

Plus Ultra Líneas Aéreas opera cinco aeronaves, siendo estos cinco Airbus A330-200.
| Aeronaves       | En servicio | Pedidos | Pasajeros                                          | Pasajeros                                          | Pasajeros                                          | Matrículas                                         | Antigüedad                                         | Notas                                                                   |
| Aeronaves       | En servicio | Pedidos | C                                                  | Y                                                  | Total                                              | Matrículas                                         | Antigüedad                                         | Notas                                                                   |
| --------------- | ----------- | ------- | -------------------------------------------------- | -------------------------------------------------- | -------------------------------------------------- | -------------------------------------------------- | -------------------------------------------------- | ----------------------------------------------------------------------- |
| Airbus A330-200 | 5           | 4       | 24                                                 | 275                                                | 299                                                | EC-KOM «Virgen de la Almudena»                     | 17,2 años                                          | Prevé incorporar dos A330 en 2025 (marzo y octubre) y tres más en 2026. |
| Airbus A330-200 | 5           | 4       | 24                                                 | 275                                                | 299                                                | EC-OAQ                                             | 17,5 años                                          | Prevé incorporar dos A330 en 2025 (marzo y octubre) y tres más en 2026. |
| Airbus A330-200 | 5           | 4       | 24                                                 | 275                                                | 299                                                | EC-OAP                                             | 17,7 años                                          | Prevé incorporar dos A330 en 2025 (marzo y octubre) y tres más en 2026. |
| Airbus A330-200 | 5           | 4       | 24                                                 | 275                                                | 299                                                | EC-NUL «Virgen de la Candelaria»                   | 19,2 años                                          | Prevé incorporar dos A330 en 2025 (marzo y octubre) y tres más en 2026. |
| Airbus A330-200 | 5           | 4       | 24                                                 | 275                                                | 299                                                | EC-JQG «Santa Bárbara»                             | 19,3 años                                          | Prevé incorporar dos A330 en 2025 (marzo y octubre) y tres más en 2026. |
| Airbus A330-300 | 1           | —       | 30                                                 | 277                                                | 307                                                | EC-ONX                                             | 19,1 años                                          | Prevé incorporar dos A330 en 2025 (marzo y octubre) y tres más en 2026. |
| Total           | 6           | 4       | Edad media de la flota (julio de 2025): 18,3 años. | Edad media de la flota (julio de 2025): 18,3 años. | Edad media de la flota (julio de 2025): 18,3 años. | Edad media de la flota (julio de 2025): 18,3 años. | Edad media de la flota (julio de 2025): 18,3 años. | Edad media de la flota (julio de 2025): 18,3 años.                      |

### Flota histórica
| Aeronaves       | Total | Introducido | Retirado | Matrículas                           |
| --------------- | ----- | ----------- | -------- | ------------------------------------ |
| Airbus A340-300 | 4     | 2015        | 2025     | EC-MFA, EC-MFB, EC-NBU y EC-MQM      |
| Airbus A340-600 | 2     | 2019        | 2022     | EC-NFP y EC-NFQ                      |
| Boeing 777-200  | 1     | 2017        | 2017     | EC-MIA (arrendado a Privilege Style) |

## Polémicas

### Rescate de la SEPI
En marzo de 2021, debido al impacto en la aviación de la pandemia de COVID-19 la empresa estatal SEPI anunciaba un crédito de 53 millones de euros a la aerolínea alegando que era una empresa estratégica y viable.
Posteriormente, la SEPI presentaba tres informes independientes que avalaban el rescate a Plus Ultra. Ante esto, Ryanair anunciaba así mismo su intención de reclamar en la Unión Europea el rescate otorgado a Plus Ultra. Esta polémica aún no ha sido resuelta.
El 21 de abril de 2021 se hacía público que el Juzgado de Instrucción número 32 de Madrid la jueza Esperanza Collazos, adelanta la investigación en la SEPI por posible delito de malversación de fondos públicos de hasta 15 altos cargos del Gobierno español por el rescate de Plus Ultra a raíz de una denuncia presentada por Manos Limpias.
En un auto del 21 de julio de 2021 tras analizar las alegaciones de la Fiscalía, así como del PP y de Vox, que ejercían como acusación popular, la jueza Esperanza Collazos suspendió parte de la entrega de 34 millones de euros a la aerolínea Plus Ultra como parte del rescate aprobado por el Gobierno. «La existencia de este procedimiento penal justifica la suspensión de la entrega prevista para el día 28 de julio, sin perjuicio de que, si queda acreditada su pertinencia, se proceda a su entrega». En agosto de 2021 el juzgado desbloqueó la entrega de los 34 millones de euros que Plus Ultra tenía aún pendientes de recibir en concepto del rescate público acordado por el Fondo de Ayuda a la Solvencia de las Empresas Estratégicas de la SEPI, con el fin de evitar su quiebra. El 16 de agosto de 2021 Vox recurrió ante el Juzgado de Instrucción número 15 de Madrid el desbloqueo del crédito de 34 millones de euros. Según ha argumentado Vox en su recurso, desbloquear el crédito supondría la pérdida para las arcas públicas de toda esa cantidad económica, ya que la situación financiera de la compañía le impediría devolverlo. Mediante auto judicial de 5 de enero de 2023, dicho juzgado de instrucción archivaba finalmente la causa por considerar que «no aparece debidamente justificada la comisión de un delito», al haberse aplicado en su opinión correctamente el real decreto de medidas urgentes de apoyo a la economía y el empleo en el caso de la aerolínea española.
El 10 de agosto de 2021 se hacía público que Vox presentó denuncia en Panamá para que en ese país centroamericano se investiguen "posibles irregularidades" en el préstamo participativo que el banco panameño Panacorp concedió a la aerolínea Plus Ultra y que, según este partido, permitió que la compañía aérea fuera "elegible" para el rescate de 53 millones de euros que aprobó el Gobierno de España.
Panacorp Casa de Valores, es el banco panameño que salvó de la disolución a Plus Ultra a finales de 2017 con un préstamo participativo de 6,3 millones de euros, tiene inversiones en la petrolera de Venezuela, PDVSA. Según consta en las cuentas de la entidad financiera, Panacorp participa en la empresa estatal, así como en la propia República Bolivariana de Venezuela, a través de bonos que vencen entre octubre de 2020 y noviembre de 2026. A su vez Panacorp recibió un préstamo de AndCapital Bank, una entidad financiera puertorriqueña de unos 4 millones de euros, cuyos accionistas principales son los venezolanos Flavio Bórquez Tarff y Héctor Antonio Tobía Roye que entraron como accionistas de Plus Ultra en 2018. Ambos aparecen en los Papeles de Panamá y son  investigados por presunto lavado de dinero. Ese mismo año, los empresarios venezolanos Rodolfo José Reyes Rojas, Raif El Arigie Harbie y Roberto Roselli entraron en la compañía. A su vez, Reyes comparte sociedades en España con el propio Camilo Ibrahim Issa, quienes siguen formando parte de la plana Ejecutiva de Plus Ultra, según consta en documentación de abril de 2024. Camilo Ibrahim venezolano de origen árabe guarda buena relación con la vicepresidenta de Venezuela, Delcy Rodríguez, y con Cilia Flores. Ibrahim está vinculado empresarialmente con José Reyes, Raif El Arigie y Roberto Roselli con una sociedad, Alimentos Los Páramos S.L. registrada en Venezuela para la comercialización al por mayor y al por menor de todo tipo de alimentos y, en especial, de café. Camilo Ibrahim, es considerado presunto nexo principal entre la aerolínea Plus Ultra y altos cargos del chavismo, reconoció haber tenido contacto presencial con la vicepresidenta Delcy Rodríguez y Tareck el Aissami, exministro de Petróleo en septiembre de 2018.
El 9 de enero de 2023 la jueza Esperanza Collazos cerró el caso de Plus Ultra por el rescate de los 53 millones de euros.